# Freddy und der Millionär (EP)
Freddy und der Millionär ist das 20. Extended-Play-Album des österreichischen Schlagersängers Freddy Quinn, das 1961 im Musiklabel Polydor (Nummer 21 386 EPH) erschien. Die Herstellung erfolgte durch die Deutsche Grammophon Gesellschaft, das Mastering, die Pressung sowie der Acetat-Lack-Schnitt durch Deutsche Grammophon Gesellschaft Pressing Plant. Die Veröffentlichung geschah unter den Rechteverwertern Gesellschaft für musikalische Aufführungs- und mechanische Vervielfältigungsrechte und Bureau International de l’Edition Mecanique. Singleauskopplungen wurden keine produziert.

## Plattencover
Auf dem Plattencover ist Freddy Quinn zu sehen, der neben einem silbernen Cabriolet steht und seine Hand auf dieses Auto gelegt hat. Quinn trägt ein weißes langärmliges Hemd und darüber einen dunklen Pullover.

## Musik
Die Lieder sind Originalaufnahmen aus dem Film Freddy und der Millionär mit Freddy Quinn und Heinz Erhardt in der Hauptrolle. Bei sämtlichen Lieder ist Freddy Quinn der Originalinterpret.
Wann kommt das Glück auch zu mir? (A1) wurde von Freddy Quinn geschrieben, Lotar Olias war beim Schreiben aller vier Titel beteiligt, Max Colpet bei Wann kommt das Glück auch zu mir?, Der Boss ist nicht hier und Herr Meier.
Wann kommt das Glück auch zu mir? ist ein Boogie-Sentimental, Der Boss ist nicht hier ein Slow, Herr Meier ein Foxtrott und Globetrotter-Dixie ein Dixie.

## Titelliste
Das Album beinhaltet folgende vier Titel:
- Seite 1

1. Wann kommt das Glück auch zu mir?
2. Der Boss ist nicht hier

- Seite 2

1. Herr Meier
2. Globetrotter-Dixie

Von 1961 bis 1965 wurden insgesamt acht Ausgaben produziert (siehe Weblinks), wobei bei einigen Der Boss ist nicht hier das erste Lied auf Seite 1 ist und Wann kommt das Glück auch zu mir? das zweite. Eine Ausgabe wurde unter dem Titel Freddy und der Millionär produziert, alle anderen tragen den vollen Titel Freddy und der Millionär (Originalaufnahmen aus dem gleichnamigen Divina-Gloria-Film).

## Weitere Veröffentlichungen
Wann kommt das Glück auch zu mir veröffentlichte Freddy Quinn auf seinen Studioalben Freddy El Millonario (1964) und Gestern – heute (1976).Der Boss ist nicht hier ist auf dem Studioalbum Freddy Quinn In Concert (2006) zu finden.
Herr Meier und Globetrotter-Dixie wurden nächstmalig auf dem Kompilationsalbum Tausend Meilen Von Zu Haus… (2006) veröffentlicht, Herr Meier danach auf dem Kompilationsalbum The Album (2019).

## Coverversionen
Wann kommt das Glück auch zu mir? wurde von Bob Rento (1962),  Jimmy Barber (1962) sowie Stephan Remmler und den Schatzsuchern (1991) gecovert.
Der Boss ist nicht hier wurde von Die 2te Sensation (1983) gecovert; Quinn selbst sang es unter dem Titel The Boss Is Not There (1965) auf Englisch und unter dem Titel Non c’è lavoro (1962) auf Italienisch.